# Santa Cruz County (Californien)
 For alternative betydninger, se Santa Cruz County. (Se også artikler, som begynder med Santa Cruz County)
Santa Cruz County er et amt beliggende i den vest-centrale del af den amerikanske delstat Californien, med kyststrækninger ud til Stillehavet. Hovedbyen i amtet er Santa Cruz. I år 2010 havde amtet 262.382 indbyggere.

## Historie
Santa Cruz County var et af de oprindelige amter i Californien, da delstaten blev skabt i 1850. 

## Geografi
Ifølge United States Census Bureau er Santa Cruzs totale areal er 1.572,5 km² hvoraf de 419,4 km² er vand. 

### Grænsende amter
- San Mateo County - nordvest
- Santa Clara County - nordøst
- San Benito County - sydøst
- Monterey County - sydøst og syd

### Byer i Santa Cruz
| 1. Capitola (10.033) 2. Santa Cruz (54.593) 3. Scotts Valley (11.385) 4. Watsonville (50.442) |